# Museo nazionale delle belle arti (Paraguay)
Il Museo nazionale delle belle arti (in spagnolo Museo Nacional de Bellas Artes) del Paraguay, è un'istituzione di Asunción.
La collezione museale contiene 650 opere d'arte, tra dipinti, sculture, ceramiche, stampe e fotografie di artisti paraguaiani e internazionali, così come pezzi di numismatica, mobili e arredi, compresa una parte del patrimonio appartenuto al fondatore del museo.
Nello stesso edificio sono ospitati gli archivi nazionali, una grande collezione di documenti relativi alla storia del paese.